# Ворожіння
Ворожі́ння, ворожба́ — угадування майбутнього чи минулого на картах і т. ін.; ворожіння — дія за значенням «ворожити». Прийоми чи обряди, що наявні в культурах багатьох народів і начебто дозволяють дізнатися майбутнє, пізнати непізнавані людським розумом сторони дійсності тощо.

## Методики
- Аеромантія[en]: шляхом інтерпретації атмосферних умов.
- Алектріомантія: шляхом спостереження за півнем, який клює зерно.
- Алевромантія: борошном.
- Астрологія: за рухом небесних тіл.
- Астромантика: по зірках.
- Провісник: за польотом птахів.
- Аурамантія чиєюсь аурою або почуттями
- Бази або чотири стовпи: по годинах, днях, місяцях і роках народження.
- Бібліомантика: за книгами; часто, але не завжди, релігійні тексти.
- Картомантія: граючи в карти, карти таро або карти оракула.
- Карромантія[en]: візерунками в розплавленому або капаючому воску.
- Хіромантія: за формою рук і лініями на долонях.
- Хрономанія: за визначенням щасливих і нещасливих днів.
- Ясновидіння: за допомогою духовного зору або внутрішнього зору.
- Клеромантія: кидаючи жереб або кидаючи кістки чи каміння.
- Холодне читання: за допомогою візуальних і звукових підказок.
- Кристаломантія: за допомогою кришталевої кулі також називається спостеріганням.
- Експатія: з нутрощів тварин Гаруспіком.
- Читання по обличчю: за допомогою варіацій форми обличчя та голови.
- Фен-шуй: через земну гармонію.
- Гастромантія: шляхом вентрилоквізму на основі шлунка (історично).
- Геомантія: за допомогою маркування на землі, піску, землі чи ґрунті.
- Гаруспічність: печінкою принесених у жертву тварин.
- Хорарна астрологія: астрологія того часу, коли було поставлене питання.
- Водомантія: водою.
- Ворожіння І-Цзин[en]: на стеблах деревію або монетах та І-Цзин.
- Кауцим за допомогою пронумерованих бамбукових паличок, витрушених із трубки.
- Літомантія: камінням або самоцвітами.
- Молібдомантія: розплавленим металом після скидання в холодну воду.
- Невіологія: через родимки, шрами або інші сліди на тілі.
- Некромантія: мертвими, або духами чи душами мертвих.
- Нефомантія: за формою хмар.
- Нумерологія: за числами.
- Онейромантія: за мріями.
- Ономантика: за назвами.
- Оніхомантія: форма хіромантії, яка дивиться на нігті.
- Хіромантія: за лініями й буграми на руці.
- Астрологія папуг: папуги збирають карти з ворожінням
- Паперова ворожка: орігамі, що використовується в іграх про ворожіння.
- Маятникове читання: за рухами підвішеного предмета (маятника).
- Піромантія: дивлячись у вогонь.
- Рабдомантія: ворожіння на паличках.
- Ворожіння на руни (або рунічні ворожіння): за рунами.
- Спостереження: дивлячись на відбиваючі об'єкти або в них.
- Духова дошка: планшетою або розмовною дошкою.
- Таромантія: за формою картографії з використанням карт Таро.
- Тасеографія або тасеомантія: по чайному листю або кавовій гущі.

## Ворожіння

### Загалом
У сучасності, несхильні до повір'їв чи окультизму, люди задля вирішення спірних варіантів використовують монету, що за змістом теж є ворожінням.
Книга Змін — один з найдавніших пам'яток писемності у світовій цивілізації, на додаток, вона вважається однією з основ китайської древньої культури та філософії. Уже в VIII–VII століттях до нашої ери китайці пророкували майбутнє за цією системою, а створили її ще раніше — понад 3 тис. років тому.

### В Україні
В українському народі в давнину ворожили не тільки відьми, волхви чи ворожбити, але й пересічні люди. Ворожили на різні «теми»: який буде рік, коли на Введення стільки-то води, а на Юрія трави; скільки на Введіння води, стільки влітку молока; хто перший прийде до хати (буде полазником) на Новий рік; якою буде доля у дівчини та інше. Найпопулярнішим днем для ворожіння в Україні є ворожіння в рамках Андріївського обряду.
Ворожіння у стародавні часи було необхідним елементом язичницького богослужіння. Особливо це стосується ворожіння жеребом, суть якого полягала в розгадуванні не надто складних знаків. Інколи для цього використовували трісочки, в яких один бік білий, а другий чорний (білий означав успіх, чорний — невдачу).
Скіфи ворожили за допомогою вербових гілочок та липової кори. Цим займалися енареї — жінкоподібні чоловіки, кому мистецтво пророкування, мовляв, дарувала сама Афродіта. Під час жертвоприношень також відбувалися ворожіння з метою довідатися про волю богів. Часто-густо вони вказували на жертву. Подібне зафіксоване й у «Повісті временних літ» під 983 p.: жереб кидали на отроків і дівчат; на кого він випадав, того й приносили в жертву, бо нібито такою була воля богів.

## Критичний аналіз
Критики легко відкидають ворожіння як магічне мислення та марновірство.
Скептик Берген Еванс припустив, що ворожіння є результатом «наївного вибору того, що сталося, з маси речей, які не відбулися, розумного тлумачення двозначностей або нахабного оголошення неминучого». Інші скептики стверджують, що ворожіння — це не що інше, як холодне читання.
У практиці ворожінь було доведено велику кількість шахрайства.
Ворожіння та те, як воно працює, викликає багато критичних питань. Наприклад, ворожіння відбувається за допомогою різних методів, таких як читання екстрасенсів і карти Таро. Подібним чином ці методи в основному базуються на випадкових явищах. Наприклад, астрологи вважають, що рух зірок на небі може вплинути на життя людини. У випадку з картами Таро люди вірять, що зображення, зображені на картах, мають важливе значення для їхнього життя. Однак бракує доказів, які б підтверджували, чому такі речі, як-от зірки, мають будь-який вплив на наше життя.
Крім того, ворожіння та прогнози, зроблені, наприклад, за допомогою гороскопів, часто є досить загальними, щоб їх можна було застосовувати будь-кому. У холодному читанні, наприклад, читачі часто починають із загальних описів і продовжують конкретизувати на основі реакції, яку вони отримують від людини, життя якої вони передбачають. Тенденція людей вважати загальні описи репрезентативними для себе була названа ефектом Барнума і вивчалася психологами протягом багатьох років.
З усім тим, навіть за відсутності доказів, що підтверджують різноманітні методи ворожіння та численні шахрайства, які сталися серед читачів-екстрасенсів, ворожіння продовжує ставати популярним у всьому світі. Є багато причин привабливості ворожіння, наприклад те, що люди часто відчувають стрес, коли є невизначеність, і таким чином прагнуть отримати глибше розуміння свого життя.